# Lasdona Chasma
Il Lasdona Chasma è una struttura geologica della superficie di Venere.